# Carl Fredrik Lindahl (författare)
Carl Fredrik Lindahl, född 16 december 1841, död 18 januari 1911, var en svensk personhistorisk författare, känd under pseudonymen Lazarus. Han författade bokserien Svenska millionärer som utkom i tio band åren 1897–1905.
Omkring 1870–1890 verkade Lindahl som godsägare och affärsman i Södermanland, och var därefter bosatt i Stockholm.

## Författarskap

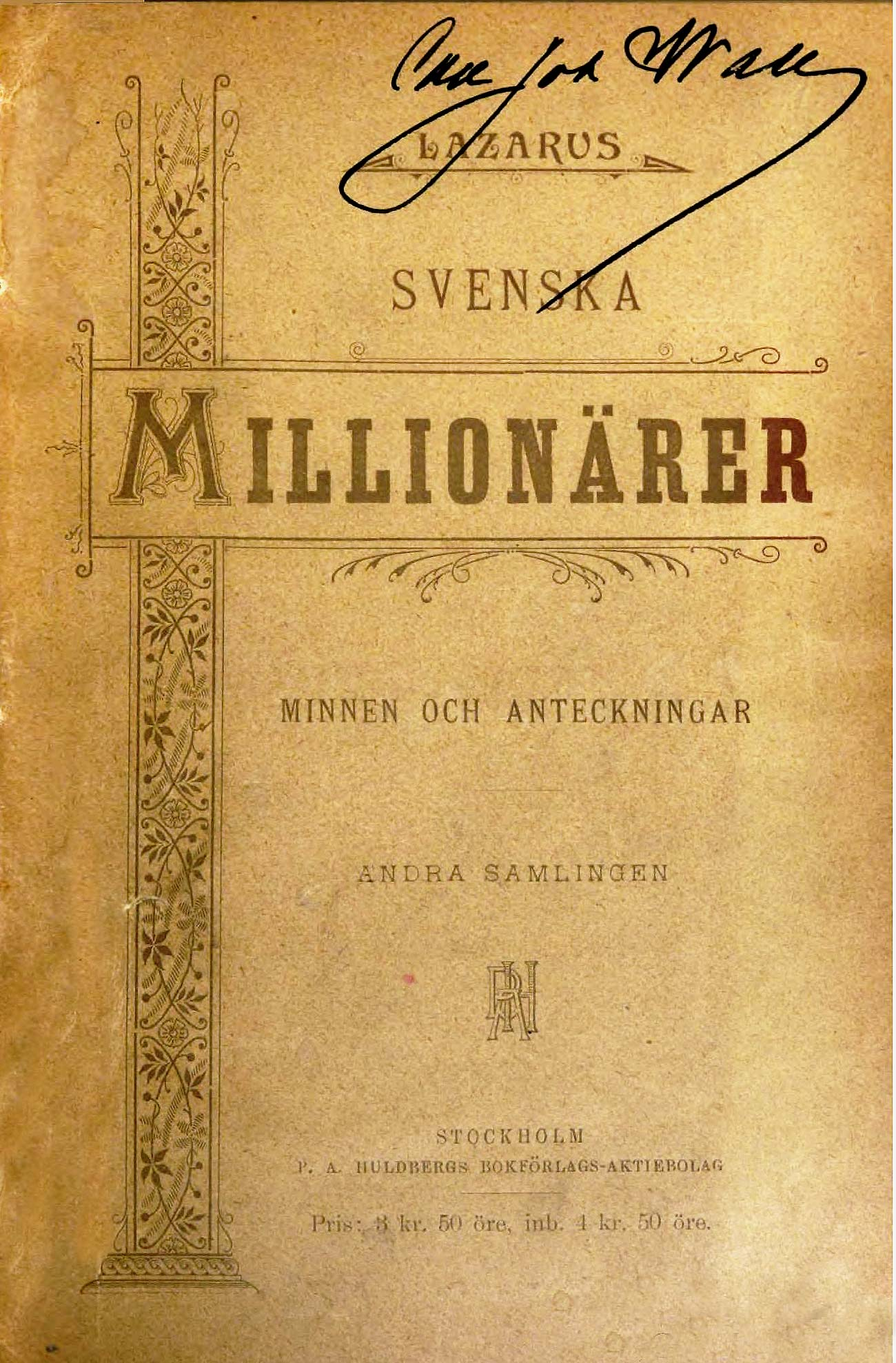
Omslag till Svenska millionärer Del 2.

Han började på 1890-talet i tidningen Fäderneslandet publicera en serie personskildringar, betitlade Rikt folk under pseudonymen Lazarus. Artiklarna gavs ut i bokform i tio band 1897–1905 under titeln Svenska millionärer. Även om många av texterna är starkt vinklade, har de visst värde genom att innehålla mängder med offentliggjorda brev, processdokument, arvskiften, bouppteckningar, testamenten med mera. 
Göran Hägg betecknar verket som "en lika underhållande som opålitlig källa. Anekdoterna måste läsas med stor skepsis. Men de berättar åtminstone hur rövarbaronerna uppfattades av sin samtid."